# Autographa gamma
Autographa gamma, comummente conhecida como traça-y, é uma espécie noctívaga de inseto lepidóptero, mais concretamente de traça, pertencente à família Noctuidae.
A autoridade científica da espécie é Linnaeus, tendo sido descrita no ano de 1758.

## Etimologia
Quanto ao nome científico desta espécie:
- O nome genérico, Autographa, provém do grego, αὐτόγραφος‎ (autographus), e significa «escrito com a própria mão».[3]

- O epíteto específico, gamma, também provém do grego, aludindo à letra gama (Γ, γ).[4]

## Distribuição
Trata-se de uma espécie comum no continente europeu, incluindo o território português, marcando presença, também, no Norte de África e na Ásia.

## Predação
Esta espécie é depredada por osgas e morcegos.

## Cultura popular
Esta espécie é conhecida pelas suas migrações rumo ao Norte, durante o final da primavera e o verão, chegando a formar grandes bandos.
Com efeito, um episódio mediático que ilustra este comportamento das traças-y, ocorreu durante a final do Euro 2016, quando um bando irrompeu pelo estádio, durante o jogo. Na pendência do jogo, esta espécie protagonizou um momento de fama mediática, quando houve uma traça que pousou no rosto do jogador Cristiano Ronaldo.